# Cung điện ở Tułowice
Cung điện ở Tułowice ở phía tây nam Ba Lan có từ đầu thế kỷ thứ mười tám và mười chín. Nó được xây dựng vào khoảng năm 1800 để dành cho Francis of Lasocki, có lẽ được thiết kế bởi Hilary Szpilowski, người đã tạo ra nhiều cung điện cổ điển đẹp ở vùng Mazovia. Biệt thự Tułowice là một trong những ngôi nhà đẹp nhất của khu vực. Nó thể hiện sự hài hòa của hình thức, vẻ đẹp kiến trúc và bầu không khí.

## Lịch sử
Ngôi nhà trang viên Tułowice được xây dựng vào khoảng năm 1800 cho Đức Phanxicô từ gia đình Lasocki. Trong những năm qua, chủ sở hữu thường thay đổi (Linowski Constantine thuộc quyền sở hữu của ông trong những năm 1822 đến 1833, sau đó trở thành tài sản Orsetich, kể từ năm 1857. Ngọn núi, sau đó là Marcel Divine, Hilary Ostrowski, từ năm 1871 đến đầu thế kỷ XX đã thuộc quyền sở hữu của Bolechowskich, trong thời kỳ chiến tranh Domaszowskich). Ngày nay, cùng với công viên thuộc sở hữu của một người tư nhân một họa sĩ Andrzej Novák-Zempliński. Chủ sở hữu tôn trọng phong cách trong đó biệt thự được duy trì và trong những năm 80, tòa nhà được xây dựng cũng duy trì một tinh thần tân cổ điển tương tự, sau đó trong công viên nhà nguyện tân gothic đứng đó

## Tòa nhà
Đây là một tòa nhà ở tầng trệt với phần trung tâm cao hơn. Mặt trước nó được nhìn thấy với một cột Tuscan bốn cột lên ngôi với một hình tam giác. Thực tế thú vị là portico được đặt ở mặt tiền của khu vườn chứ không phải là mặt tiền phía trước. Sự thay đổi độ cao phía trước và mở phòng khách cho tầm nhìn của công viên là một biểu hiện của một kỷ nguyên mới của Khai sáng.
Cung điện này đối lập với các cung điện Baroque thanh lịch và sân vườn vô tận. Đây là một nơi yên tĩnh, thân mật và hướng đến nhà dân nơi thiên nhiên đóng vai trò rất quan trọng. Đây là một tài liệu tham khảo về thời đại của chủ nghĩa lãng mạn đặt trọng tâm vào vai trò của giấc mơ và thiên nhiên. Từ phía trước của dinh thự, tòa nhà được trang trí với một chỗ lồi tường khiêm tốn với một cặp trụ bổ tường Tuscan và trán tường hình tam giác.

## Sự thật thú vị
Tułowice trên bản đồ thế giới, đặc biệt là với các xe ngựa, cung điện truyền thống Ba Lan, đã nhấn mạnh bộ sưu tập xe ngựa đích thực, thuộc sở hữu của các chủ sở hữu. Đó là bộ sưu tập duy nhất ở Ba Lan, chủ sở hữu có 24 chiếc xe, hầu hết các tài liệu xuất xứ. Họ được giữ nhà xe phong cách thích nghi đặc biệt, một chuồng ngựa trước đây của khoảnh sân.